# سیارک ۸۴۱۸
سیارک ۸۴۱۸ (به انگلیسی: 8418 Mogamigawa، نامگذاری:1996VS30) هشت هزار و چهارصد و هجدهمین سیارک کشف شده‌است که در ۱۰ نوامبر ۱۹۹۶ کشف شد.
قدر مطلق سیارک برابر ۱۳٫۱۰ است.